# Belvidere (Illinois)

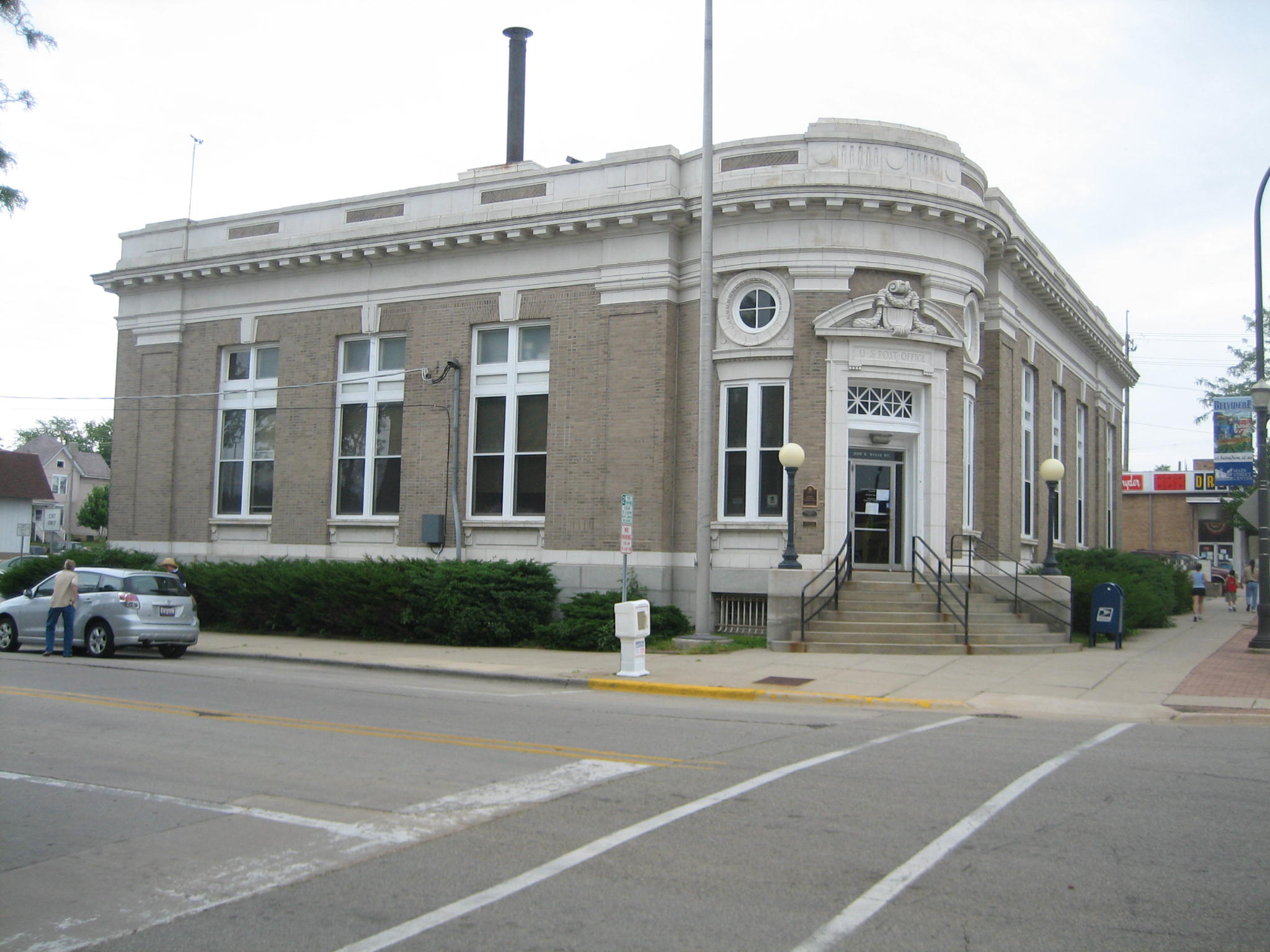
Zabytkowy urząd pocztowy w Belvidere

Belvidere – miasto w Stanach Zjednoczonych, w stanie Illinois, w hrabstwie Boone. Według spisu z 2000 miasto zamieszkuje 20 820 osób. Jest stolicą hrabstwa Boone. W 2023 liczba mieszkańców wzrosła do 25 297 osób, a gęstość zaludnienia przekroczyła 789 osób/km².

## Geografia
Belvidere położone jest 240 m powyżej poziomu morza. Zlokalizowane w północnym centrum stanu Illinois, miasto oddalone o 121 km na północny zachód od Chicago i 19 km na wschód od Rockford. Przez Belvidere przepływa rzeka Kishwaukee.
Miasto zajmuje powierzchnię 32,06 km², z czego 0,61 km² (1,9%) stanowi woda.

## Demografia
Według spisu z 2000 roku miasto zamieszkuje 20 820 osób skupionych w 7 531 gospodarstwach domowych, tworzących 5 324 rodzin. Gęstość zaludnienia wynosi 886,3 osoby/km². W mieście znajdują się 7 970 budynki mieszkalne, a ich gęstość występowania wynosi 339,3 mieszkania/km². Miasto zamieszkuje 84,53% ludności białej, 1,15% stanowią Afroamerykanie, 0,37% to rdzenni Amerykanie, 0,45% Azjaci, 0,02% mieszkańcy Pacyfiku, 11,57% ludność innej rasy i 1,92% ludności wywodzącej się z dwóch lub więcej ras. Hiszpanie lub Latynosi stanowią 20,07% populacji.
W mieście są 7 531 gospodarstwa domowe, w których 38,7% stanowią dzieci poniżej 18 roku życia żyjących z rodzicami, 53,9% stanowią małżeństwa, 11,9% stanowią kobiety nie posiadające męża oraz 29,3% stanowią osoby samotne. 24,8% wszystkich gospodarstw domowych składa się z jednej osoby oraz 11,2% żyjących samotnie ma powyżej 65 roku życia. Średnia wielkość gospodarstwa domowego wynosi 2,73 osoby, natomiast rodziny 3,26 osoby. 
Przedział wiekowy kształtuje się następująco: 29,7% stanowią osoby poniżej 18 roku życia, 8,8% stanowią osoby pomiędzy 18 a 24 rokiem życia, 31,2% stanowią osoby pomiędzy 25 a 44 rokiem życia, 18,1% stanowią osoby pomiędzy 45 a 64 rokiem życia oraz 12,2% stanowią osoby powyżej 65 roku życia. Średni wiek wynosi 32 lat. Na każde 100 kobiet przypada 97,2 mężczyzn. Na każde 100 kobiet powyżej 18 roku życia przypada 94,7 mężczyzn.
Średni dochód dla gospodarstwa domowego wynosi 42 529 dolarów, a dla rodziny wynosi 50 601 dolarów. Dochody mężczyzn wynoszą średnio 37 116 dolarów, a kobiet 24 454 dolarów. Średni dochód na osobę w mieście wynosi 17 804 dolarów. Około 7,8% rodzin i 10% populacji miasta żyje poniżej minimum socjalnego, z czego 12% jest poniżej 18 roku życia i 8% powyżej 65 roku życia.

## Historyczne miejsca
- Pettit Memorial Chapel